# Sigmurethra
Sigmurethra je taksonomska kategorija kopnenih puževa i golaća koji dišu vazduh, kopnenih plućnih puževa mekušaca. Ovo je neformalna grupa koja uključuje većinu kopnenih puževa i golaća. Dve snažne sinapomorfije Sigmurethra su dugačka pedalna žlezda smeštena ispod membrane i uvlačni pipci. Sigmuretre su poznate od krede do novijih perioda.

## Taksonomija

### 2005 Taksonomija
U Taksonomiji Gastropoda od Bušea & Rokroja, 2005, Sigmurethra je „neformalna grupa”, podsekcija Stylommatophora. Sastoji se od sledećih porodica:
- Nadfamilija Clausilioidea
  - Familija Clausiliidae
  - † Familija Anadromidae
  - † Familija Filholiidae
  - † Familija Palaeostoidae
- Nadfamilija Orthalicoidea
  - Familija Orthalicidae
  - Familija Cerionidae
  - Familija Coelociontidae
  - † Familija Grangerellidae
  - Familija Megaspiridae
  - Familija Placostylidae
  - Familija Urocoptidae
- Nadfamilija Achatinoidea
  - Familija Achatinidae
  - Familija Ferussaciidae
  - Familija Micractaeonidae
  - Familija Subulinidae
- Nadfamilija Aillyoidea
  - Familija Aillyidae
- Nadfamilija Testacelloidea
  - Familija Testacellidae
  - Familija Oleacinidae
  - Familija Spiraxidae
- Nadfamilija Papillodermatoidea
  - Familija Papillodermatidae
- Nadfamilija Streptaxoidea
  - Familija Streptaxidae
- Nadfamilija  Rhytidoidea
  - Familija Rhytididae
  - Familija Chlamydephoridae
  - Familija Haplotrematidae
  - Familija Scolodontidae
- Nadfamilija Acavoidea
  - Familija Acavidae
  - Familija Caryodidae
  - Familija Dorcasiidae
  - Familija Macrocyclidae
  - Familija Megomphicidae
  - Familija Strophocheilidae
- Nadfamilija Plectopyloidea
  - Familija Plectopylidae
  - Familija Corillidae
  - Familija Sculptariidae
- Nadfamilija Punctoidea
  - Familija Punctidae
  - † Family Anastomopsidae
  - Familija Charopidae
  - Familija Cystopeltidae
  - Familija Discidae
  - Familija Endodontidae
  - Familija Helicodiscidae
  - Familija Oreohelicidae
  - Familija Thyrophorellidae
- Nadfamilija Sagdoidea
  - Familija Sagdidae

#### Limakoidnaklada
- Nadfamilija Staffordioidea
  - Familija Staffordiidae
- Nadfamilija Dyakioidea
  - Familija Dyakiidae
- Nadfamilija Gastrodontoidea
  - Familija Gastrodontidae
  - Familija Chronidae
  - Familija Euconulidae
  - Familija Oxychilidae
  - Familija Pristilomatidae
  - Familija Trochomorphidae
  - Fosilni taskoni koji verovatno pripadaju Gastrodontoidea
    - Podfamilija † Archaeozonitinae
    - Podfamilija † Grandipatulinae
    - Podfamilija † Palaeoxestininae
- Nadfamilija Parmacelloidea
  - Familija Parmacellidae
  - Familija Milacidae
  - Familija Trigonochlamydidae
- Nadfamilija Zonitoidea
  - Familija Zonitidae
- Nadfamilija Helicarionoidea
  - Familija Helicarionidae
  - Familija Ariophantidae
  - Familija Urocyclidae
- Nadfamilija Limacoidea
  - Familija Limacidae
  - Familija Agriolimacidae
  - Familija Boettgerillidae
  - Familija Vitrinidae

#### Neformalna grupa Sigmurethra
Ove dve nadgrupe pripadaju kladi Sigmurethra, mada one nisu u limakoidnoj kladi.
- Nadfamilija Arionoidea
  - Familija Arionidae
  - Familija Anadenidae
  - Familija Ariolimacidae
  - Familija Binneyidae
  - Familija Oopeltidae
  - Familija Philomycidae
- Nadfamilija Helicoidea
  - Familija Helicidae
  - Familija Bradybaenidae
  - Familija Camaenidae
  - Familija Cepolidae
  - Familija Cochlicellidae
  - Familija Elonidae
  - Familija Epiphragmophoridae
  - Familija Halolimnohelicidae
  - Familija Helicodontidae
  - Familija Helminthoglyptidae
  - Familija Humboldtianidae
  - Familija Hygromiidae
  - Familija Monadeniidae
  - Familija Pleurodontidae
  - Familija Polygyridae
  - Familija Sphincterochilidae
  - Familija Thysanophoridae
  - Familija Trissexodontidae
  - Familija Xanthonychidae

(Porodice koje su isključivo fosilne označene su bodežom †)

### Nove familije nakon 2005
- Nadfamilija Streptaxoidea
  - Diapheridae - U 2010, Sučarit et al. (2010)[5] uspostavili su novu familiju Diapheridae unutar Streptaxoidea.[5]

### 2017 Taksonomija
Nakon isključivanja grupa koje nisu povezane, neformalna grupa Sigmurethra postaje podred Helicina, sa sledećih devet infraredova i kolekcijom porodica bez nadporodice:
- Podred Helicina ("Non-Achatinoid Clade")
  - Infrared Arionoidei
  - Infrared Clausilioidei
  - Infrared Helicoidei: formiran od Helicoidea Rafinesque, 1815 i Sagdoidea Pilsbry, 1895[7]
  - Infrared Limacoidei: formiran od originalne limakoidne klade
  - Infrared Oleacinoidei[8]
    - Oleacinoidea: formiran od originalnog Testacelloidea ali sa isključenom familijom Testacellidae;
    - Haplotrematoidea: formiran od originalnih Rhytidoidea i Haplotrematidae[9]

  - Infrared Orthalicoidei
  - Infrared Pupilloidei (Orthurethra)
  - Infrared Rhytidoidei: formiran spajanjem Rhytidoidea sa sadržajem iz Acavoidea.
  - Infrared Succineoidei (Elasmognatha)